# 洛伊兴
洛伊兴是德国巴伐利亚州的一个市镇。总面积38.91平方公里，总人口3564人，其中男性1884人，女性1680人（2011年12月31日），人口密度92人/平方公里。